# Геннінг Ольсен
Геннінг Аугуст Ольсен (норв. Henning August Olsen; 3 жовтня 1890 року — 26 січня 1975 року) — норвезький ковзаняр та спортивний функціонер. Бронзовий призер Чемпіонату світу. Брат ковзаняра Оскара Ольсена.

## Спортивна кар'єра
Геннінг Ольсен народився в родині шведських іммігрантів. Виступав за столичний клуб Oslo SK.
Став відомим у 1911 році, коли переміг у національній першості та став бронзовим призером Чемпіонату світу. Цей рік зостався найбільш успішним у кар'єрі Ольстера. Наступного року Ольсен посів друге місце у національній першості, поступившись Оскару Матісену. На міжнародному рівні виступив невдало, на Чемпіонаті світу не пройшов кваліфікацію та був вимушений припинити змагання. Того ж року на єдиному у кар'єрі виступі на Чемпіонаті Європи посів восьме місце. У 1913 році Ольсен значно краще виступив на Чемпіонаті світу, посівши п'яте місце. Однак наступного року він знов не пройшов кваліфікацію на Чемпіонаті світу.
Пізніше протягом двох років обіймав посаду президента Норвезької ковзанярської федерації, а саме у 1938-40 роках.
1954 року виступав на міжнародному турнірі у Давосі, де посів дванадцяте місце з чотирнадцяти спортсменів у перегонах на 500 метрів. Крім нього там брали участь багато інших ветеранів, але шестидесятирічний Ольсен був найстарішим із них.

## Власні рекорди
| Відстань | Час     | Дата           | Місце      |
| -------- | ------- | -------------- | ---------- |
| 500 м    | 45.0    | 18 лютого 1917 | Християнія |
| 1500 м   | 2:25.0  | 11 лютого 1911 | Християнія |
| 5000 м   | 8:56.9  | 21 січня 1911  | Християнія |
| 10000 м  | 18:31.7 | 17 лютого 1917 | Християнія |